# Campionats d'Europa de ciclisme en pista de 2014

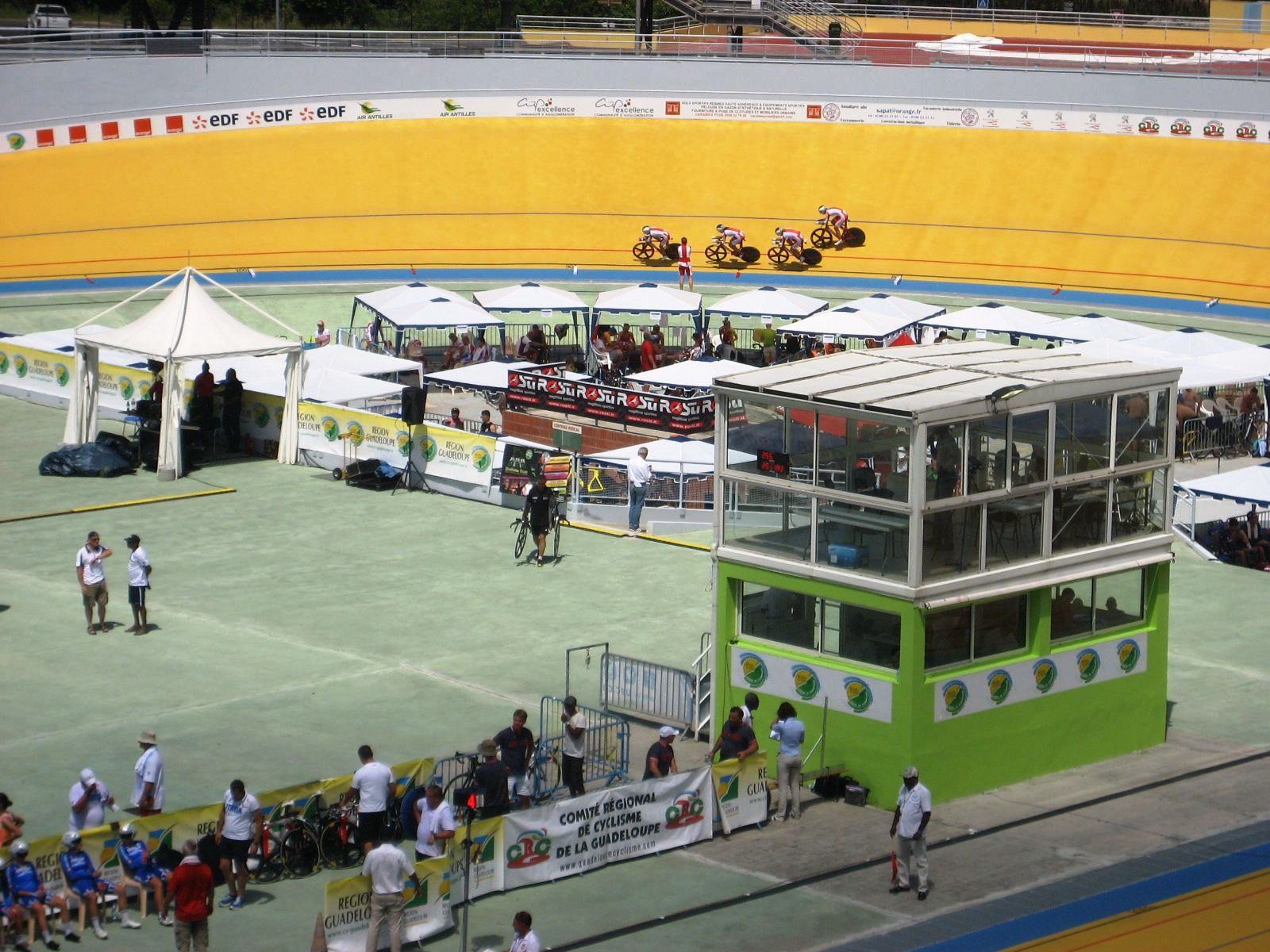
Vélodrome Amédée Detraux

Els Campionats d'Europa de ciclisme en pista de 2014 es va celebrar a Baie-Mahault (França) del 16 al 19 d'octubre de 2014.
Les competicions es van celebrar al Vélodrome Amédée Detraux. En total es va competir en 19 disciplines, 10 de masculines i 9 de femenines.

## Resultats

### Masculí
| Prova                 | Or                                                                          | Argent                                                                      | Bronze                                                                         |
| Quilòmetre            | Callum Skinner · Regne Unit                                                 | Joachim Eilers · Alemanya                                                   | Quentin Lafargue · França                                                      |
| Keirin                | Joachim Eilers · Alemanya                                                   | Matthijs Büchli · Països Baixos                                             | Denís Dmítriev · Rússia                                                        |
| Velocitat individual  | Grégory Baugé · França                                                      | Damian Zieliński · Polònia                                                  | Robert Förstemann · Alemanya                                                   |
| Velocitat per equips  | Alemanya · Tobias Wächter · Robert Förstemann · Joachim Eilers              | França · Kévin Sireau · Michaël D'Almeida · Grégory Baugé                   | Rússia · Denís Dmítriev · Nikita Shurshin · Pavel Yakushevskiy                 |
| Persecució individual | Andrew Tennant · Regne Unit                                                 | Alexander Evtushenko · Rússia                                               | Kersten Thiele · Alemanya                                                      |
| Persecució per equips | Regne Unit · Jonathan Dibben · Edward Clancy · Owain Doull · Andrew Tennant | Alemanya · Henning Bommel · Theo Reinhardt · Nils Schomber · Kersten Thiele | Rússia · Ievgueni Kovaliov · Ivan Kovaliov · Alexei Kurbatov · Alexander Serov |
| Cursa per punts       | Benjamin Thomas · França                                                    | Liam Bertazzo · Itàlia                                                      | Henning Bommel · Alemanya                                                      |
| Madison               | Àustria · Andreas Graf · Andreas Müller                                     | Bèlgica · Kenny De Ketele · Otto Vergaerdre                                 | França · Morgan Kneisky · Vivien Brisse                                        |
| Scratch               | Otto Vergaerde · Bèlgica                                                    | Eloy Teruel · Espanya                                                       | Edward Clancy · Regne Unit                                                     |
| Òmnium                | Elia Viviani · Itàlia                                                       | Jonathan Dibben · Regne Unit                                                | Unai Elorriaga · Espanya                                                       |

### Femení
| Prova                 | Or                                                                       | Argent                                                                                     | Bronze                                                                               |
| 500 metres            | Anastassia Vóinova · Rússia                                              | Elis Ligtlee · Països Baixos                                                               | Miriam Welte · Alemanya                                                              |
| Keirin                | Kristina Vogel · Alemanya                                                | Elena Brezhniva · Rússia                                                                   | Shanne Braspennincx · Països Baixos                                                  |
| Velocitat individual  | Anastassia Vóinova · Rússia                                              | Tania Calvo · Espanya                                                                      | Kristina Vogel · Alemanya                                                            |
| Velocitat per equips  | Rússia · Elena Brejniva · Anastassia Vóinova                             | Alemanya · Kristina Vogel · Miriam Welte                                                   | Països Baixos · Elis Ligtlee · Shanne Braspennincx                                   |
| Persecució individual | Katie Archibald · Regne Unit                                             | Mieke Kroger · Alemanya                                                                    | Vilija Sereikaitė · Lituània                                                         |
| Persecució per equips | Regne Unit · Ciara Horne · Katie Archibald · Elinor Barker · Laura Trott | Rússia · Aleksandra Goncharova · Ievguénia Romaniuta · Tamara Balabolina · Irina Molicheva | Itàlia · Simona Frapporti · Beatrice Bartelloni · Tatiana Guderzo · Silvia Valsecchi |
| Cursa per punts       | Eugenia Bujak · Polònia                                                  | Kelly Druyts · Bèlgica                                                                     | Elena Cecchini · Itàlia                                                              |
| Scratch               | Ievguénia Romaniuta · Rússia                                             | Laurie Berthon · França                                                                    | Elena Cecchini · Itàlia                                                              |
| Òmnium                | Laura Trott · Regne Unit                                                 | Jolien D'Hoore · Bèlgica                                                                   | Anna Knauer · Alemanya                                                               |

## Medaller
| Posició | País          | Or | Plata | Bronze | Total |
| 1       | Regne Unit    | 6  | 1     | 1      | 8     |
| 2       | Rússia        | 4  | 3     | 3      | 10    |
| 3       | Alemanya      | 3  | 4     | 6      | 13    |
| 4       | França        | 2  | 2     | 2      | 6     |
| 5       | Bèlgica       | 1  | 3     | 0      | 4     |
| 6       | Itàlia        | 1  | 1     | 3      | 5     |
| 7       | Polònia       | 1  | 1     | 0      | 2     |
| 8       | Àustria       | 1  | 0     | 0      | 1     |
| 9       | Països Baixos | 0  | 2     | 2      | 4     |
| 10      | Espanya       | 0  | 2     | 1      | 3     |
| 11      | Lituània      | 0  | 0     | 1      | 1     |
| Total   | Total         | 19 | 19    | 19     | 57    |